# Джоузеф Сандлър
Джоузеф Сандлър (на английски: Joseph Sandler) е британски лекар и психоаналитик.

## Биография
Роден е на 10 януари 1927 година в Кейптаун, днес ЮАР, в еврейско семейство. Той завършва магистърската си степен по психология на 19 години в Университета на Кейптаун. Сандлър емигрира във Великобритания, където на 23 години защитава доктората си в Лондонския университет. Тогава започва медицински си изследвания в Университетския колеж в Лондон и първата си обучителна анализа с Вили Хофер.
Сандлър става президент на Международната психоаналитична асоциация от 1989 до 1993.
Умира на 6 октомври 1998 година в Лондон на 71-годишна възраст.

## Публикации
- Freuds Modelle der Seele. Gießen: Psychosozial-Verlag, 2003. ISBN 3-89806-196-5
- Innere Objektbeziehungen. Entstehung und Struktur. Gemeinsam mit Anne-Marie Sandler. Stuttgart: Klett-Cotta 1999, ISBN 3-608-91717-9
- Was wollen die Psychoanalytiker? Stuttgart: Klett-Cotta, 1999. ISBN 3-608-91901-5
- Freud's models of the mind. London: Karnac Books, 1997. – Madison, Conn.: Internat. Univ. Press, 1997. ISBN 0-8236-2049-2
- Die Grundbegriffe der psychoanalytischen Therapie. Stuttgart: Klett-Cotta, 1994 (6.), 1996 (7.), 2001 (8. Auflage). ISBN 3-608-94357-9
- Dimensionen der Psychoanalyse. Stuttgart: Klett-Cotta, 1994. ISBN 3-608-95759-6
- (Hrsg.:) Zur Psychoanalyse der Kindheit. Von Anna Freud. – Frankfurt am Main: Fischer Taschenbuch, 1993. ISBN 3-596-11519-1